# Осасуна B
«Осасуна B» (баск. и исп. Club Atlético Osasuna B) — испанский футбольный клуб из города Памплона, в автономном сообществе Наварра, резервная команда клуба «Осасуна». Клуб основан в 1964 году, гостей принимает на арене «Тахонар», вмещающей 4 500 зрителей. В Примере и Сегунде команда никогда не выступала, лучшим результатом является 2-е месте в Сегунде B в сезонах 1989/90 и 1995/96.

## История
Осасуна B был основан в 1962 году как Osasuna Promesas, и был переименован в 1991 году, после чего впервые достиг третьего дивизиона в сезоне 1982/83, а затем снова в 1987 году. Последнее изменение названия в конечном итоге держится более двух десятилетий.
С 1994 до 2000 годы Осасуна B не имели права на продвижение, и в качестве основной команды играли на втором уровне.
Изменение в структуре клуба с 2016 года обозначило, что филиал клуба CD Iruña из дивизиона Терсера будет частью структуры Осасуна. Команда Iruña должна была играть по крайней мере на один пункт ниже Осасуна B.

## Прежние названия
- 1964—1991 — «Осасуна Промесас»
- 1991— «Осасуна B»

## Сезоны по дивизионам
- Сегунда B — 30 сезонов
- Терсера — 9 сезонов
- Региональные лиги — 14 сезонов